# JR貨物EF500型電力機車
EF500型電力機車（日语：EF500形電気機関車）是日本貨物鐵道（JR貨物）的多電流制電力機車车型之一，适用于供电制式为1500伏特直流电、20千伏50赫茲和60赫茲單相交流電的电气化铁路，由川崎重工業和三菱電機于1990年设计制造，该型机车仅试制了一台并未投入批量生产。

## 开发背景
1987年國鐵分割民營化後，日本國有鐵道的货运业务由日本貨物鐵道（JR貨物）继承，负责经营全国性的铁路货物运输业务。1980年代末的平成景气期间，由于国内铁路货物运输量的快速增长，加上面对货运市场上各种运输方式的激烈竞争，促使JR货物积极提高铁路货物运输能力，采取扩大货物列车编组及提高列车平均运行速度等措施，为客户提供快捷可靠的铁路货运产品方案。1990年3月全国铁路运行图调整，JR货物在東海道本線组织开行1300吨集装箱列车，将列车编组从以往的24辆扩大至26辆，按95公里/小时的技术速度运行；同时，还制定了关于旅客列车和货物列车站线有效长度的规定，并对新潟、郡山、秋田等四个货运车站进行延长到发线的改造。
由于JR货物考虑继续增发集装箱列车，并进一步提高集装箱列车的最大牵引重量，因而开展了新一代大功率电力机车的开发计划，其技术性能要求是根据集装箱列车的两条主要路线来制定，其中东京至大阪的牵引定额以1600吨为目标（最大坡度10‰），而东京至北海道则以1000～1100吨为目标（最大坡度25‰）。当时JR货物拥有的近600台电力机车当中，主要包括3900千瓦的EF66型直流电力机车、2550千瓦的EF65型直流电力机车和EF81型多电流制电力机车、以及1900千瓦的ED75型交流电力机车；但根据技术计算，即使使用功率最大的EF66型电力机车牵引1600吨列车，在10‰坡道上的平衡速度仅为45公里/小时，这使牵引重量的增加造成了限制。
1990年，JR货物同时开发研制了两款6000千瓦大功率交流传动电力机车，其牵引功率是EF66型电力机车的1.5倍。其中，EF200型电力机车适用于1500伏特直流电气化铁路，计划投入东京至大阪间使用；而EF500型电力机车适用于1500伏特直流电气化铁路和20千伏交流电气化铁路，计划投入东京至北海道间使用。两者均按照相同的性能指标进行设计，即最高速度为120公里/小时，当牵引1600吨列车通过10‰坡道的平衡速度可达到90公里/小时以上，并且可以牵引1600吨列车在15‰坡道上起动。
EF500型电力机车是由逆变器变频控制的交流传动电力机车，采用GTO牵引逆变器、1000千瓦三相异步牵引电动机和16位微机控制系统。牵引系统的主要特点是采用了单轴控制技术，每台牵引电动机各自对应独立的牵引逆变器， 每三个牵引逆变器组成一个逆变器单元，构成一个具有较高冗余度的主电路。因考虑到货物列车主要在列车密度较低的夜间运行，因此并没有采用受直流电网条件限制的再生制动，而是采用具有较高可靠性的电阻制动。

## 运用历史
1990年8月，EF500型电力机车的首台原型车（901）在川崎重工业兵库工厂落成，并配属JR货物新鹤见机关区，投入东北本线开始进行各项性能确认试验。这台原型车落成时所采用的崭新涂装参考自欧洲同类型电力机车，抛弃了以往国铁电力机车千篇一律的标准色涂装，其中两端司机室部分采用红葡萄色，车体正面车灯部分采用白色，而两侧车身的中部则采用灰白色，并且还有“INVERTER HI-TECH LOCO”的英文字体。
EF500型电力机车开始试验后就遇到与EF200型电力机车相同的问题，主要是由于既有的牵引供电系难以承受大功率电力机车，导致机车无法充分发挥其牵引性能。当机车以全功率状态在直流区间运行时，架空接触网负载电流有可能超过在来线牵引变电所的容量限制，而网侧电压也会出现较大幅度的下滑，影响同一供电区间内其他列车的运行。除此之外，晶闸管整流器和GTO牵引逆变器也产生了较多的高次谐波电流，因而对铁路沿线通信设备造成电磁干扰。
1990年代初日本泡沫经济破灭后铁路货运量增长乏力，JR货物不再急切需要大功率货运电力机车，遂终止了EF500型电力机车的量产计划。而作为唯一一台原型车的EF500 901号机车，于1994年完成性能试验后就停止运用，并且被长期封存于长町机关区。1999年，原长町机关区和原盛冈机关区合并及成立了仙台综合铁道部。2002年3月29日，EF500 901号机车正式除籍报废，随后被回送至廣島車輛所保存。
虽然EF500型电力机车没有投入批量生产，但在吸取其研制经验和试验结果的基础上，JR货物又先后开发了交直流两用的EH500、EF510型电力机车。EH500型电力机车是双节八轴的4000千瓦电力机车，用来替换东北本线的ED75型电力机车；EF510型电力机车是单节六轴的3390千瓦电力机车，用来替换日本海縱貫線和常磐線的EF81型電力機車。

## 技术特点

### 总体布置

#### 司机室
EF500型电力机车是干线货运用的大功率多电流制电力机车，采用整体承载式全钢焊接结构车体。车体外形与EF200型电力机车相似，采用前端中部凸出的半流线型外形，前照灯和尾灯以横向并列方式布置在车体正面下半部两侧。车体两端各设有一个司机室，在机车运行方向的左侧设有司机操纵台，司机室两侧设有供乘务员乘降的侧门。司机操纵台的正中央设有速度錶、风缸压力表、電壓錶、電流錶、狀況指示灯等仪表，以及ATS无人警惕按钮；左手边设有空气制动及电阻制动控制器；右手边设有司机控制器和一个10英寸彩色液晶显示屏。

#### 设备布置
车体中部是设有各种机械及电气装置的机械室，机械室内设备布置采用模块化方式。重量最大的主变压器及空气断路器、电流转换开关、主熔断器等配套设备位于机车中部。主变压器两侧各设一个高压电器柜，两个高压电器柜内的设备大致相同，主要包括整流器、牵引逆变器、制动电阻、直流断路器等设备。第一端司机室和高压电器柜之间设有牵引电动机通风机、空气制动装置、电动空气压缩机。第二端司机室和高压电器柜之间设有牵引电动机通风机、辅助变流器、低压电器柜、微机控制柜等装置。
EF500型电力机车的机械室内设有双侧走廊连接两端司机室，而非EF200型电力机车的单侧走廊结构，因此继续沿用了传统的车体自然通风方式，两边侧墙上均装有大型通风百叶窗、空气滤清装置以及八个采光玻璃窗。车顶安装有两台可在交流或直流电气化区间通用的FPS1型单臂式受电弓。车体下方除了设有三台转向架之外，还吊装着总风缸、蓄电池和平波电抗器。

### 电气系统

#### 牵引系统
EF500型电力机车是采用交—直—交流电传动的逆变器控制电力机车，机车主电路由空气断路器、整流器、牵引逆变器、平波电抗器、交流牵引电动机等部分组成。在交流电模式下，从架空接触网获取的20千伏单相交流电，经受电弓和断路器输入主变压器降压后供给高压电器柜，首先经过两个整流器整流成1500伏特直流电，每个整流器向三个牵引逆变器供电，将直流电转换成电压和频率可调节的三相交流电并供给六台牵引电动机。在直流电模式下，架空接触网的1500伏特直流电直接向牵引逆变器供电。
EF200、EF500型电力机车是较早应用单轴控制技术的交流传动电力机车，每台牵引电动机各自由独立的牵引逆变器供电及控制（1C1M）。轴控方式虽然在可靠性和粘着利用上具有明显的优势，即使一个逆变器发生故障仍可保持六分之五的牵引动力，但防空转和防滑行的检测系统就更为复杂。EF500型电力机车亦是采用16位微机控制系统进行全面数字化控制，但防空转系统的检测方式与EF200型电力机车有所不同，它是通过检测各轴转速的加速度，若果加速度超过预定值或者加加速度超过极限值，牵引逆变器则会自动调节各轴的扭矩，并且进行撒砂以恢复粘着。

#### 主要电器
机车装有一台FTM1型壳式单相主变压器，冷却方式为强迫油循环导向风冷却，额定容量为7660千伏安。整流装置采用混合二段桥式全波整流电路，其中一段为1220伏特的晶闸管全控桥，另一段为晶闸管和二极管构成的710伏特半控桥；整流器采用强迫通风冷却，额定容量为2×3735千伏安。基于制造成本和设备重量的考量，EF500型电力机车没有应用更先进的四象限脉冲整流器，而只是采用了这种传统的混合桥式整流电路，但亦带来了增加电流谐波的缺点。
牵引逆变器的电路系统与EF200型电力机车大致相同，但采用了三菱制造的可关断晶闸管（GTO）作为功率控制模块。每个牵引逆变器有六个三相逆变桥臂，每一桥臂由一个GTO元件（4500V/3000A）和一个反并联二极管（4500V/500A）构成，在直流输入侧还设有滤波器。该电压型牵引逆变器采用脉宽调制（PWM）的变频控制（VVVF）方式，额定输入电压为1500伏特，额定输出容量为6×1150千伏安，冷却方式为非氟利昂沸腾冷却及强迫通风冷却。
机车装有六台FMT1型牵引电动机，与EF200型电力机车所使用的FMT2型牵引电动机大致相同，两者的差异只在于额定电流和最大转速稍有不同。FMT1型牵引电动机为鼠笼式三相六极异步电动机，小时功率为1000千瓦，额定电压为1100伏特，额定电流为645安培，定子绕组和电枢绕组均采用H级绝缘，冷却方式为强迫风冷。

#### 辅助电路
EF500型电力机车采用三相交流传动的辅助电路系统，各项辅助机械设备均采用三相鼠笼式异步电动机驱动，包括牵引电动机通风机、牵引变流装置通风机、制动电阻通风机、电动空气压缩机等。辅助电源由两台静止式辅助变流器（SIV）提供，功率控制模块同样采用GTO元件，将1500伏特直流电转换成440伏特60赫兹三相交流电，额定容量为2×150千伏安。

### 制动系统
EF500型电力机车设有电阻制动和空气制动系统。当使用电阻制动时，牵引电动机变为三相交流发电机运转，通過整流器将发出的电能整流为直流电并连接到制动电阻，最大制动功率为3000千瓦。机车具有电空联合制动的协调功能，当电阻制动无法产生足够制动力时以空气制动补足。
空气制动系统方面，EF500型电力机车和EF200型电力机车、DF200型柴油机车一样应用了电控空气制动，以改善货物列车制动的响应性能和协调控制。该系统通过电子信号传送制动指令，并利用电磁阀开关和电空制动阀等装置控制制动缸和制动管压力，并且具有阶段制动、阶段缓解、保压制动、快速充气的功能。基础制动装置为双侧闸瓦制动单元，并采用烧结合金作为闸瓦材质。

### 转向架
机车走行部为三台二轴无摇枕转向架，包括两台FD1型两端转向架和一台FD2型中间转向架。两端转向架可以互换使用，但中间转向架由于其特殊性，不能与两端转向架互换。中间转向架在二系弹簧与车体之间有一滚动装置，使中间转向架在机车通过曲线时，可以产生相对于车体中心线的横向位移。牵引电动机采用轴悬式驱动方式，牵引电动机的一侧通过抱轴承刚性地支承在车轴上，另一侧通过吊杆悬挂在转向架构架上，牵引电动机输出的转矩通过一级减速直齿轮传动轮对，齿轮传动比为4.44（16：71）。
构架采用无端梁的“H”字形钢板焊接结构，侧梁中部焊有二系弹簧的旁承座。轴箱采用无磨耗的转臂式定位结构，转向架固定轴距为2,600毫米。一系悬挂为内外两圈弹簧组成的螺旋弹簧组，布置在轴箱顶端的侧梁截面内。二系旁承悬挂为空气弹簧，布置在构架侧梁外侧中部的旁承座上。两端转向架的二系悬挂并设有垂向油压减震器，所有转向架均装有一系垂向油压减震器和抗蛇行减震器。牵引力和制动力是通过“Z”字形布置的低位双牵引拉杆装置以及安装在车体底架下面的中心销传递。